# 瑪胡爾·沙扎德
瑪胡爾·沙扎德（1996年10月17日—），巴基斯坦女子羽球運動員。2017年及2019年巴基斯坦國際賽女子單打冠軍，曾代表巴基斯坦參加2014年亞州運動會與2018年大英國協運動會。就讀於卡拉奇工商管理學院。

## 主要比賽成績
只列出曾進入準決賽的國際賽事成績：
| 年份   | 賽事                     | 公開賽級別 | 項目     | 搭檔          | 成績   |
| ------ | ------------------------ | ---------- | -------- | ------------- | ------ |
| 2016年 | 巴基斯坦羽毛球國際系列賽 | 國際系列賽 | 女子單打 | －            | 亞軍   |
| 2016年 | 巴基斯坦羽毛球國際系列賽 | 國際系列賽 | 女子雙打 | 薩拉·莫赫曼德 | 準決賽 |
| 2017年 | 巴基斯坦羽毛球國際系列賽 | 國際系列賽 | 女子單打 | －            | 冠軍   |
| 2017年 | 巴基斯坦羽毛球國際系列賽 | 國際系列賽 | 女子雙打 | 賽馬·瓦卡斯   | 準決賽 |
| 2019年 | 保加利亞羽毛球國際賽     | 未來系列賽 | 女子單打 | －            | 準決賽 |
| 2019年 | 巴基斯坦羽毛球國際系列賽 | 國際系列賽 | 女子單打 | －            | 冠軍   |
| 2019年 | 巴基斯坦羽毛球國際系列賽 | 國際系列賽 | 女子雙打 | Bushra Qayyum | 亞軍   |
| 2019年 | 南亞運動會羽毛球比賽     | 其他       | 女子團體 | －            | 銅牌   |
| 2020年 | 烏干達羽毛球國際賽       | 國際系列賽 | 女子雙打 | 帕瓦莎·巴希爾 | 準決賽 |
| 2020年 | 肯亞羽毛球國際賽         | 未來系列賽 | 女子雙打 | 帕瓦莎·巴希爾 | 亞軍   |

| 2007-2017年 | 首要超級賽 | 超級賽 | 黃金大獎賽 | 大獎賽 | 國際挑戰賽 | 國際系列賽 | 未來系列賽 | 其他 |

| 2018-2026年 | 總決賽 | 超級1000賽 | 超級750賽 | 超級500賽 | 超級300賽 | 超級100賽 | 國際挑戰賽 | 國際系列賽 | 未來系列賽 | 其他 |

### 奧運會和世錦賽參賽紀錄
| 項目     | 2020       |
| -------- | ---------- |
| 女子單打 | 小組第三名 |